# Майкъл Рапапорт
Майкъл Рапапорт (на английски: Michael Rapaport) е американски актьор.

## Биография
След като завършва гимназия Рапапорт заминава за Лос Анджелис, за да печели пари като комик. Неговата първа голяма изява в киното е в Zebrahead през 1992 година. За тази роля той е номиниран за Independent Spirit Awards. По-късно участва във филми като True Romance (Истински романс), Mighty Aphrodite (Могъщата Афродита) и Deep Blue Sea (Синята бездна). От 2001 до 2004 г. той играе с второстепенна роля в телевизионния сериал Boston Public. След това зрителите имат възможност да го видят в ситкома Войната вкъщи.
Участва в ролята на Дон Селф, агент на Министерство на вътрешната сигурност на САЩ, в четвъртия сезон на американския сериал Бягство от затвора.

## Филмография
- Juice (1992)
- Zebrahead (1992)
- Point of No Return (1993)
- Poetic Justice (1993)
- Истински романс (1993)
- Money for Nothing (1993)
- The Scout (1994)
- Hand Gun (1994)
- The Foot Shooting Party (1994)
- Higher Learning (1995)
- Kiss of Death (1995)
- The Basketball Diaries (1995)
- Могъщата Афродита (1995)
- Don't Quit Your Day Job (1996)
- Beautiful Girls (1996)
- The Pallbearer (1996)
- Illtown (1996)
- Metro (1997)
- A Brother's Kiss (1997)
- Kicked in the Head (1997)
- Копланд (1997)
- Subway Stories: Tales from the Underground (1997)
- Palmetto (1998)
- Some Girl (1998)
- The Naked Man (1998)
- Rescuers: Stories of Courage (1998)
- Синята бездна (1999)
- Kiss Toledo Goodbye (1999)
- Small Time Crooks (2000)
- Next Friday (2000)
- Шестият ден (2000)
- Bamboozled (2000)
- Men of Honor (2000)
- Chain of Fools (2000)
- King of the Jungle (2000)
- Lucky Numbers (2000)
- Доктор Дулитъл 2 (2001)
- Boston Public (2000–2004)
- Comic Book Villains (2002)
- Paper Soldiers (2002)
- Triggermen (2002)
- 29 Palms (2002)
- A Good Night To Die (2003)
- Death of a Dynasty (2003)
- This Girl's Life (2003)
- American Brown (2004)
- Scrambled Eggs (2004)
- Tom 51 (2005)
- Hitch (2005)
- Войната вкъщи (2005–2007)
- Live Free or Die (2006)
- Special (2006)
- Push (2006)
- Grilled (2006)
- A Day in the Life (2007)
- Моето име е Ърл (2007–2008)
- Only in New York (2008)
- Бягство от затвора (2008-2009)
- Tom Cool (2009)
- Big Fan (2009)
- A Day in the Life (2009)
- The Saints of Mt. Christopher (2009)
- Accidentally on Purpose (2009)